# Лян Гуанле
Лян Гуанле (кит.: 梁光烈; 1940—2024) — китайський військовий і державний діяч, міністр оборони Китайської Народної Республіки в 2008—2013 рр. Член КПК з листопада 1959 року. Кандидат в члени ЦК КПК 13-го і 14-го скликань і Член ЦК КПК 15, 16 і 17-го скликань. На відміну від своїх попередників на посаді міністра оборони не був членом Політбюро ЦК КПК.

## Біографія
Народився в окрузі Мяньян провінції Сичуань, вступив до лав НВАК в січні 1958. Закінчив піхотне училище в Цзинані (1964) і заочно — хенаньського університет (1984-86).
З 1970 по 1979 служив в Оперативному управлінні штабу в Ухані, в 1979 призначений заступником командира дивізії в складі 20-ї Армії, в 1981—1983 був командиром дивізії.
Після навчання у Військовій академії НВАК (березень 1982 — січень 1983) призначений заступником командувача 20-ї армії в 1983 і в 1985 — командувачем.
У червні 1989 на посаді командувача 20-ю армією брав участь у придушенні протестів на площі Тяньаньмень.
У 1990 призначений командувачем 54-ю армією, з грудня 1993 по липень 1995 був начальником штабу Пекінського військового округу.
З липня 1995 по грудень 1997 — заступник командувача Пекінським військовим округом.
З грудня 1997 по грудня 1999 — командувач Шеньянського військового округу, а з грудня 1999 по листопад 2002 — командувач Нанкінським військовим округом і заступник секретаря комітету КПК.
Лян Гуанле був начальником Генштабу НВАК з 2002 по 2007, з 2008 по 2013 — міністром оборони. Брав участь в нараді глав оборонних відомств країн — членів ШОС.
Після відставки є державним радником міністерства національної оборони і членом Центральної військової ради КНР.